# Monhystrella godeti
Monhystrella godeti är en rundmaskart. Monhystrella godeti ingår i släktet Monhystrella och familjen Monhysteridae. Inga underarter finns listade i Catalogue of Life.